# Anchusa undulata
Anchusa undulata é uma espécie de planta com flor pertencente à família Boraginaceae. 
A autoridade científica da espécie é L., tendo sido publicada em Species Plantarum 1: 131. 1753.

## Descrição
Planta bienal ou perene de até 60 cm de altura, plumosa e de vilosidade áspera densamente pubescente ou quase gabra. Folhas alternas, oblongo-lanceoladas de até 15 cm de comprimento escassamente dentadas e com a margem fortemente ondulada ou encaracolada, as inferiores estreitadas em pecíolo. Caules de 30 a 60 cm de altura folhosos e ramificados na base. Flores hermafroditas com corola púrpura-escurecida que passa a uma cor azul intenso, dispostas em inflorescências unilaterais que se alongam, cálice de 5–10 mm em flor e até 20 mm no fruto, dividido até perto da metade. Tubo da corola de 1 a 1,5 cm que excede em comprimento as pétalas e o cálice, escamas da garganta arredondadas com margem ciliada, mais curtas que este último e com os estames inseridos no alto do tubo. Floresce na primavera.

## Portugal
Trata-se de uma espécie presente no território português, nomeadamente os seguintes táxones infraespecíficos:
- Anchusa undulata subsp. granatensis - presente em Portugal Continental. Em termos de naturalidade é endémica da Península Ibérica. Não se encontra protegida por legislação portuguesa ou da Comunidade Europeia.
- Anchusa undulata subsp. undulata - presente em Portugal Continental. Em termos de naturalidade é endémica da Península Ibérica. Não se encontra protegida por legislação portuguesa ou da Comunidade Europeia.

## Subespécies
De acordo com a base de dados The Plant List tem os seguintes táxones infraespecíficos aceites:
- Anchusa undulata subsp. atlantica (Ball) Braun-Blanq. & Maire
- Anchusa undulata subsp. granatensis (Boiss.) Valdés
- Anchusa undulata subsp. hybrida (Ten.) Cout.
- Anchusa undulata subsp. sartorii (Heldr. ex Gușul.) Selvi & Bigazzi

## Sinónimos
De acordo com a base de dados The Plant List possui os seguintes sinónimos:
- Anchusa angustifolia Balb.
- Anchusa angustissima Bourg. ex Nyman
- Anchusa clavata Viv. ex A.DC.
- Anchusa nonneoides Fisch. & C.A.Mey.
- Anchusa subglabra Caball.
- Anchusa undulata var. barceloi O.Bolòs & Vigo
- Anchusa undulata var. maritima Vals.
- Anchusa undulata f. subglabra (Caball.) E.Rico
- Buglossum angustifolium All.